# Лебедев, Иван Андрианович
Лебедев Иван Андрианович (8 июля 1899 года, город Шуя, Владимирская губерния — 11 сентября 1982, Москва) – советский военачальник, генерал-полковник инженерно-технической службы (1958).

## Биография
Русский. Из мещан. Работал в Шуе электромонтёром.
Участник Первой мировой войны, фельдфебель. После Октябрьской революции 1917 года демобилизован, вернулся в Шую и работал электромонтёром в Шуйских военных мастерских.
В Красной Армии с мая 1919 года. Участник Гражданской войны. Служил красноармейцем в шуйском уездном военкомате, в сентябре направлен на учёбу в Высшую автобронетанковую школу. Как это часто тогда случалось, во время учёбы курсантов неоднократно направляли на различные фронты в составе сводных отрядов, а также на борьбу с бандитизмом. Сама школа неоднократно меняла наименования, а также была переведена из Москвы в Петроград. Командовал взводом и ротой. Член РКП(б) с 1920 года.
В 1922 году окончил Высшую военно-автомобильную и броневую школу в Петрограде. С сентября 1922 года служил в Главном военно-инженерном управлении РККА. С июля 1923 года — председатель секции комитета Военно-технического управления Управления снабжений РККА.
В 1924 году окончил Ленинградскую военно-железнодорожную школу комсостава. Продолжал службу в Управлении снабжений РККА: с сентября 1926 года — старший приёмщик отдела приёмов Научно-технического комитета Военно-технического управления, с сентября 1928 года — исполняющий должность районного инспектора Научно-технического комитета Военно-технического управления РККА, с июня 1929 года — председатель 6-й секции Научно-технического комитета Военно-технического управления.
С января 1931 года — начальник научно-технического управления Управления механизации и моторизации РККА. С января 1935 года — начальник 7-го отдела (ремонтного), а с 10 марта 1936 года — начальник 11-го отдела Автобронетанкового управления РККА.
С июня 1936 года по октябрь 1939 года — начальник и военный комиссар Военной академии механизации и моторизации РККА имени И. В. Сталина. С июня 1939 по август 1940 года — начальник Управления военно-технического снабжения РККА.
С 1 августа 1940 года — заместитель начальника Главного автобронетанкового управления РККА. В этой должности встретил Великую Отечественную войну, выполнял огромную работу по скорейшему освоению промышленностью новой бронетанковой техники, отвечал за модернизацию имеющихся на вооружении образцов с учетом опыта войны и за освоению боевыми частями действующей армии поступающей по ленд-лизу танковой техники. С 5 января 1943 года — заместитель начальника Главного бронетанкового управления РККА.
С 5 октября 1945 года — заместитель Народного комиссара танковой промышленности СССР, после реорганизации в том же месяце — заместитель Народного комиссара транспортного машиностроения СССР, с марта 1946 года — заместитель министра транспортного машиностроения СССР, одновременно по должности являлся членом коллегии этого наркомата (министерства). Участвовал в работе по атомному проекту СССР, за что в 1951 году награждён орденом Ленина.
С июля 1953 года — заместитель начальника Главного бронетанкового управления Советской армии, с 1954 года — начальник Главного бронетанкового управления и одновременно — заместитель начальника бронетанковых и механизированных войск Советской армии по бронетанковой технике.
С 27 июля 1959 года — в отставке. Жил в Москве. Умер 11 сентября 1982 года, похоронен на Кунцевском кладбище.

## Воинские звания
- бригинженер (26.11.1935)
- дивинженер (20.02.1939)
- генерал-майор технических войск (04.06.1940)
- генерал-лейтенант инженерно-танковой службы (07.06.1943)
- генерал-полковник инженерно-технической службы (18.02.1958)

## Награды
- два ордена Ленина (21.02.1945, 8.12.1951)
- орден Октябрьской революции
- три ордена Красного Знамени (15.12.1943, 3.11.1944, 13.06.1952)
- два ордена Красной Звезды (22.02.1939, 1940)
- орден «Знак Почёта» (10.03.1936)
- медаль «За оборону Москвы»
- другие медали
- Медаль «Китайско-советская дружба» (КНР)

## Отзыв
В июне 1936 года начальником Военной академии бронетанковых войск был назначен дивизионный инженер Иван Андрианович Лебедев, человек высокой культуры, обладавший энциклопедическими знаниями, крупный специалист в области строительства бронетанковой техники. В период его руководства академией получила развитие теория применения механизированных корпусов, улучшилась подготовка инженеров-танкистов, поднялся авторитет академии в целом.— Ротмистров П.А. Время и танки. - М.: Воениздат, 1972. Глава 1: «История создания современных танковых войск»